# Baranya (comitaat)
Baranya is een comitaat in het zuiden van Hongarije. De hoofdstad is Pécs. Het aantal inwoners in 2011 was 386.441.

## Aardrijkskunde
Baranya is een onderdeel van de Hongaars-Kroatische regio Baranya of Baranja. Het Kroatische Baranja grenst aan het zuidwesten van het Hongaarse comitaat en is een onderdeel van de Kroatische provincie Osijek-Baranja. De rivier de Dráva vormt de zuidelijke grens met de Kroatische provincies Osijek-Baranja en Virovitica-Podravina. Verder grenst Baranya aan de comitaten Somogy in het westen, Tolna in het noorden en Bács-Kiskun in het oosten. In het uiterste oosten stroomt ook de rivier de Donau, bij de stad Mohács over een vrij korte afstand door Baranya heen. Het voor Hongarije gebruikelijke landklimaat is hier wat gematigder, zodat het iets neigt naar het mediterrane klimaat. Het aantal zonuren is ongeveer 2000 - 2200 per jaar.
Het noordelijke deel van het comitaat, ten noorden van de hoofdstad Pécs is bergachtig met uitgebreide bossen: het Mecsekgebergte en landschapsparken. De oostelijke en zuidelijke delen, in de buurt van de grote rivieren, zijn echter vlak. Daar liggen uitgebreide natuurparken van de Donau en de Drava.
Baranya is evenals de rest van Hongarije rijk aan mineralen en warm-water-bronnen. De natuurlijke hulpbronnen als uranium en steenkool (98% van de Hongaarse reserves) zijn in het verleden uitgebreid geëxploiteerd.
De heuvelachtige gebieden om Pécs, bij Villány en bij Szekszárd leveren vele goede witte -, rode - en roséwijnen. Vooral de rode wijnen van Villány en van Szekszárd zijn van hoge kwaliteit en worden over de hele wereld geëxporteerd.
Baranya (Duits: Branau) is evenals Somogy (Schomodei) en Tolna (Tolnau), gezamenlijk de Zwabisch Turkije (Sváb-Törökország, Schwäbische Türkei) van het begin van de 18de eeuw mede bevolkt geraakt met Duitstalige bevolkingsgroepen.
Door de cultuurhistorie (bijvoorbeeld het mediterraans aandoende universiteitsstad Pécs), de hierboven beschreven landschappen, het milde klimaat en de uitstekende wijnen heeft dit gebied veel gemeen met het Italiaanse Toscane.

## Geschiedenis
Het gebied is bewoond sinds de oudheid. Voordat de Hongaarse stammen het gebied veroverden, werd het bewoond door Avaren en Slavische stammen. Stefanus I, de eerste Hongaarse koning, vestigde hier een bisschopszetel. Een voorbeeld dat hier de romeinse invloed in de oudheid sterk aanwezig was, is het vierde-eeuwse necropolis in de crypte onder de Dom van Pécs.
In 1526 werd het comitaat veroverd door de Ottomanen onder Suleyman bij Mohács, waarbij de Hongaarse koning Lodewijk II sneuvelt. De heerschappij van de Ottomanen duurde tot 1689.
Als gevolg van het Verdrag van Trianon in 1920 verloor het comitaat het zuidelijke deel (1163 km², in het Hongaars Drávaszög)) aan het Koninkrijk van Serviërs, Kroaten en Slovenen, het latere Joegoslavië. Met de herstructurering van de comitaten in 1950 veranderde er weinig aan de grenzen.

## Bevolking
Baranya heeft een relatief heterogene bevolking: het aantal inwoners dat tot een minderheidsgroep behoort is met 12% echter twee keer zo groot als het Hongaarse gemiddelde en het grootste van de Hongaarse comitaten. 34% van de Duitse minderheid en 32% van de Zuid-Slavische minderheid in Hongarije woont in Baranya.
Bevolkingssamenstelling
- Hongaren 339.122 (88%)
- Minderheden 47.319 (12%)
- Totaal - 386.441

Grootste minderheden in Baranya in aantallen (2011)
- Duitsers - 22.150 (6%)
- Roma - 16.995 (4%)
- Kroaten - 6.343 (2%)

## Topografie

### Járások (districten)
| - Bóly - Hegyhát (Sásd) - Komló - Mohács - Pécs |  | - Pécsvárad - Sellye |  | - Siklós - Szentlőrinc - Szigetvár |

### Stad met comitaatsrecht
- Pécs

### Andere steden
(gesorteerd naar bevolkingsomvang, volgens de census van 2001)
| - Komló (27.462) - Mohács (19.085) - Szigetvár (11.492) - Siklós (10.384) |  | - Szentlőrinc (7.265) - Pécsvárad (4.104) - Kozármisleny (4.090) - Bóly (3.715) |  | - Sásd (3.570) - Harkány (3.519) - Sellye (3.248) - Villány (2.793) |

### Dorpen
| - Abaliget - Adorjás - Ág - Almamellék - Almáskeresztúr - Alsómocsolád - Alsószentmárton - Apátvarasd - Aranyosgadány - Áta - Babarc - Babarcszőlős - Bakóca - Bakonya - Bánfa - Bár - Baranyahídvég - Baranyajenő - Baranyaszentgyörgy - Basal - Belvárdgyula - Beremend - Berkesd - Besence - Bezedek - Bicsérd - Bikal - Birján - Bisse - Boda - Boda - Bodolyabér - Bogád - Bogádmindszent - Bogdása - Boldogasszonyfa - Borjád - Bosta - Botykapeterd - Bükkösd - Bürüs - Csányoszró - Csarnóta - Csebény - Cserdi - Cserkút - Csertő - Csonkamindszent - Cún - Cun - Dencsháza - Dinnyeberki - Diósviszló - Drávacsehi - Drávacsepely - Drávafok - Drávaiványi - Drávakeresztúr - Drávapalkonya - Drávapiski - Drávaszabolcs - Drávaszerdahely - Drávasztára - Dunaszekcső - Egerág - Egyházasharaszti - Egyházaskozár - Ellend - Endrőc - Erdősmárok - Erdősmecske - Erzsébet - Fazekasboda | - Feked - Felsőegerszeg - Felsőszentmárton - Garé - Gerényes - Geresdlak - Gilvánfa - Gödre - Görcsöny - Görcsönydoboka - Gordisa - Gyód - Gyöngyfa - Gyöngyösmellék - Hásságy - Hegyhátmaróc - Hegyszentmárton - Helesfa - Hetvehely - Hidas - Himesháza - Hirics - Homorúd - Horváthertelend - Hosszúhetény - Husztót - Ibafa - Illocska - Ipacsfa - Ivánbattyán - Ivándárda - Kacsóta - Kákics - Kárász - Kásád - Katádfa - Kátoly - Kékesd - Kémes - Kemse - Keresztespuszta - Keszü - Kétújfalu - Királyegyháza - Kisasszonyfa - Kisbeszterce - Kisbudmér - Kisdér - Kisdobsza - Kishajmás - Kisharsány - Kisherend - Kisjakabfalva - Kiskassa - Kislippó - Kisnyárád - Kisszentmárton - Kistamási - Kistapolca - Kistótfalu - Kisvaszar - Köblény - Kökény - Kölked - Kórós - Kovácshida - Kovácsszénája - Kővágószőlős - Kővágótöttös - Lánycsók - Lapáncsa - Liget - Lippó | - Liptód - Lothárd - Lovászhetény - Lúzsok - Mágocs - Magyarbóly - Magyaregregy - Magyarhertelend - Magyarlukafa - Magyarmecske - Magyarsarlós - Magyarszék - Magyartelek - Majs - Mánfa - Maráza - Márfa - Máriakéménd - Markóc - Marócsa - Márok - Martonfa - Matty - Máza - Mecseknádasd - Mecsekpölöske - Mekényes - Merenye - Meződ - Mindszentgodisa - Molvány - Monyoród - Mozsgó - Nagybudmér - Nagycsány - Nagydobsza - Nagyhajmás - Nagyharsány - Nagykozár - Nagynyárád - Nagypall - Nagypeterd - Nagytótfalu - Nagyváty - Nemeske - Nyugotszenterzsébet - Óbánya - Ócsárd - Ófalu - Okorág - Okorvölgy - Olasz - Old - Orfű - Oroszló - Ózdfalu - Palé - Palkonya - Palotabozsok - Páprád - Patapoklosi - Pécsbagota - Pécsdevecser - Pécsudvard - Pellérd - Pereked - Peterd - Pettend - Piskó - Pócsa - Pogány - Rádfalva - Regenye | - Romonya - Rózsafa - Sámod - Sárok - Sátorhely - Siklósbodony - Siklósnagyfalu - Somberek - Somogyapáti - Somogyhárságy - Somogyhatvan - Somogyviszló - Sósvertike - Sumony - Szabadszentkirály - Szágy - Szajk - Szalánta - Szalatnak - Szaporca - Szárász - Szászvár - Szava - Szebény - Szederkény - Székelyszabar - Szellő - Szemely - Szentdénes - Szentegát - Szentkatalin - Szentlászló - Szilágy - Szilvás - Szőke - Szőkéd - Szörény - Szulimán - Szűr - Tarrós - Tékes - Teklafalu - Tengeri - Tésenfa - Téseny - Tófű - Tormás - Tótszentgyörgy - Töttös - Túrony - Túrony - Udvar - Újpetre - Vajszló - Várad - Varga - Vásárosbéc - Vásárosbéc - Vásárosdombó - Vázsnok - Vejti - Vékény - Velény - Véménd - Versend - Villánykövesd - Vokány - Zádor - Zaláta - Zengővárkony - Zók |